# Джазмен
Джазме́н — музыкант, исполняющий джаз. Слово происходит от английских слов jazz (джаз) и man (человек). Главным умением для джазмена, играющего в бэнде, является умение импровизировать, не мешая при этом товарищам и гармонично подстраиваясь под их импровизацию.
Самыми известными джазменами обычно являются саксофонисты, пианисты и гитаристы.

## История
Изначально джаз был музыкой «дна» американского общества, его негритянской части, поэтому первыми джазменами были негритянские музыканты Америки, может быть, даже непрофессиональные. Для белых музыкантов исполнение джаза долгое время считалось неприличным, и сам джаз, из-за своего происхождения, считался низкой, вульгарной музыкой.
Тем не менее у направления появились свои почитатели в среде белых американцев, а затем и последователи. Наконец, 26 февраля 1917 года в нью-йоркской студии фирмы «Victor» команда белых музыкантов из Нового Орлеана записала первую джазовую грампластинку. Пластинка имела огромную популярность, джаз вошёл в фавор, а статус джазмена как музыканта несколько повысился.